# 広域航法

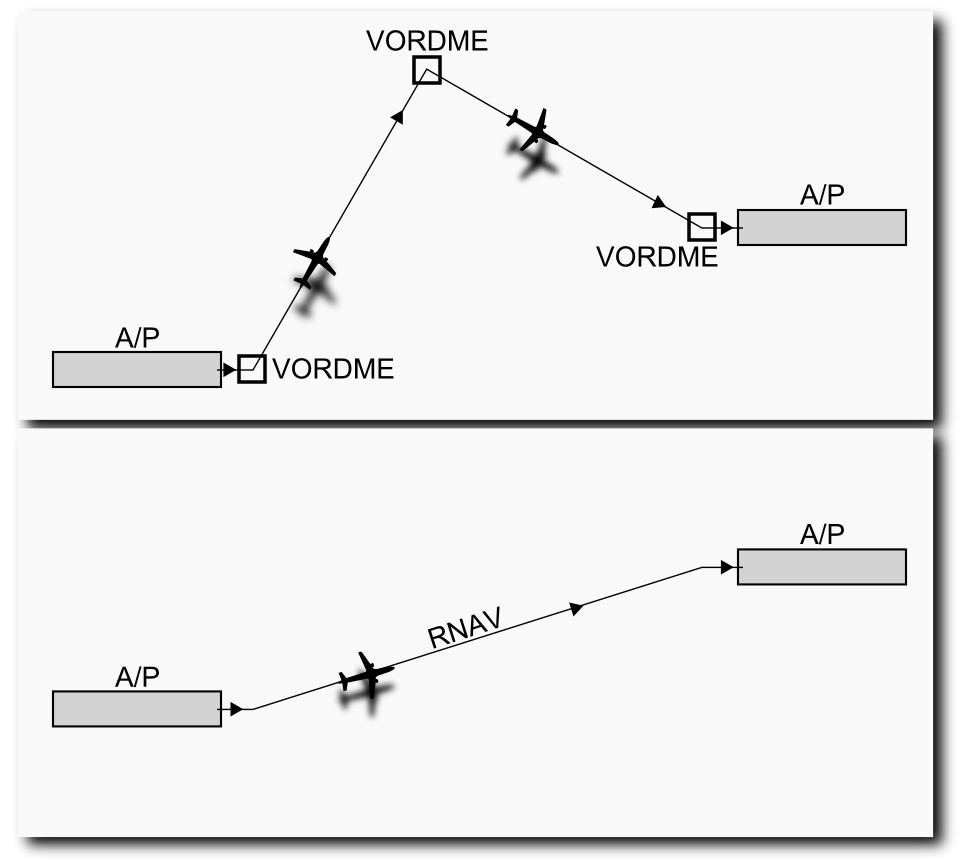
ボルデメとRNAVの比較 1
図上：VOR/DMEを経由して飛行する航法
図下：RNAVルートを飛行する航法

広域航法（こういきこうほう、英: area navigation）とは航空機の航法の1つであり、機上に自動航法装置等を備えることで、従来の無線航法のように航空保安無線施設の位置に左右されることなくルートを設定する航法システムである。RNAV（）（英: aRea NAV）とも略される。

## 概要
従来の航法システムでは、航空機は地上のVORやDMEといった航行援助無線標識（航空保安施設）によって規定される電波航空路内を飛行することが求められていた。VORDMEと呼ばれるこれらの施設が点在しており、遠回りのルートを強いられたり、時間や燃料消費の面で多くのデメリットがあった。
広域航法では、航路上の無線施設以外に、主に慣性航法装置 (INS)を使用し、無線施設からの情報を用いて誤差を補正する。そういった各種センサーを利用した装置を航空機に装備させる事で、無線施設に頼らなくても自らの位置を把握できるようにした。さらに近年では、全地球測位システム (GPS)やGPSの誤差を静止衛星や機上・地上施設で補正・補強するシステムである衛星測位システム(GNSS)も利用されている。
これにより無線施設の位置に関係なく飛行ルートの設定が可能になり、飛行の自由度が高まる。

## 利点
航空保安無線施設（VOR等）の位置に縛られなくなる。
航空機は目的地までの最短経路を飛行することが理想上は可能となり、時間や燃料の節約が期待できる。また、無線施設同士を直線的に結んだ狭い航空路に縛られないため、航空路の混雑が解消され安全性も高まる。無線施設上空の天候や地形に左右される恐れが無くなるため、就航率も高まる。
航法精度が向上する。
航法精度が向上すればルート間の横幅や前後間隔も狭めることが可能となり、交通量の増大に対応できる。精度の向上が進めば、航空路（エンルート）だけでなく出発経路・到着経路から進入や着陸まで使用することも可能になり、従来、地形などの理由から無線施設を設置できないため実施することが不可能だった空港の計器出発・計器進入まで期待できる。地上の無線施設からの電波は地形などに遮られて無感地帯が生じるが、広域航法では衛星航法や自蔵INSといった多様な手段を用いる。

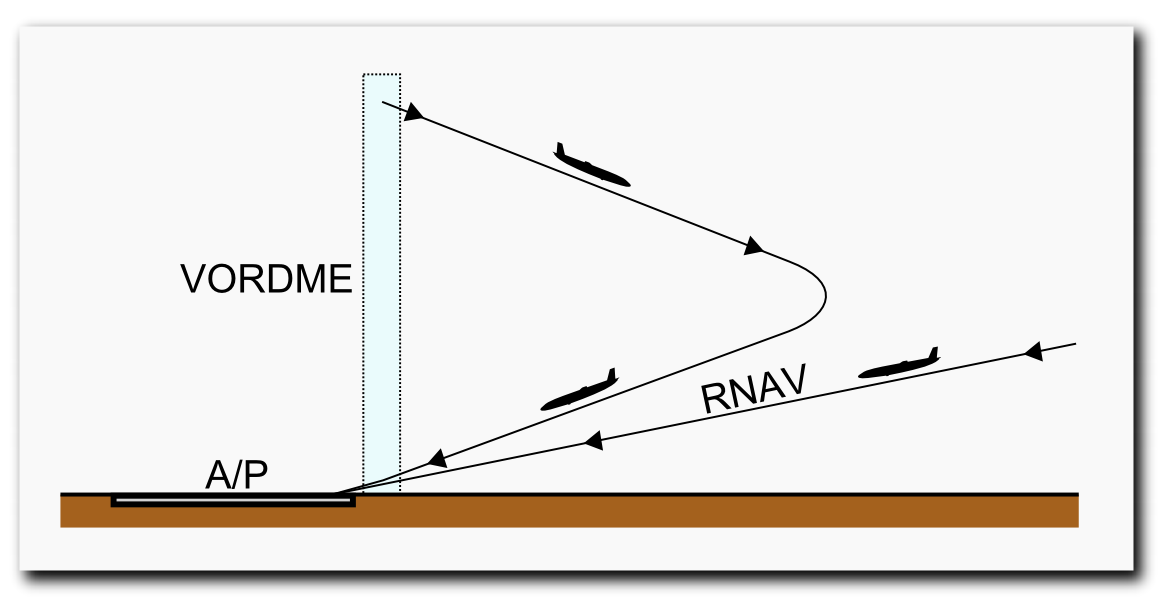
ボルデメとRNAVの比較 2
着陸時に滑走路近くのVOR/DME上空を一度経由してから折り返して高度を下げる航法と、RNAVルートによって滑走路の進入コースに直接進む航法。

ただし、実際にはRNAVで規定されたルートが存在し、出発地から目的地まで最短経路を飛行することは実現していない出発地から目的地まで最短経路を飛行するフレーフライトは広域航法の究極の姿であるが、仮に無数にある滑走路・空港間同士を直線的に結べば、そのルートは幾何級数的に膨大な数となり、互いの交点を安全に通過できるような技術的・制度的な整備がまだ発展途上であるため、実現にはしばらく掛かるとされる。
現実には最短経路の実現より、ルートをVOR等に縛られず増やすことに重きが置かれており、逆にこれを利用してVORやNDB等の施設を減らすことにも使われている。施設を減らせば、その維持管理費用も減少させることができる。ただし、RNAVが強く依存しているGPSについて航空以外の理由による信頼性の問題(後述のRAIM予測を参照)があるため、従来の航法を完全に置き換えるものではない。

## 歴史
RNAVのシステムは、1960年代にアメリカ合衆国で開発され、1970年代にルートの公示も行われた。しかし、1983年1月、アメリカは地上施設などによらず慣性航法装置による方法を選択したため、RNAVの計画は一度破棄された。
しかし、慣性航法装置のみでは誤差も大きく、大きな誤差を前提とすると航空路の設定にも限界があった。さらに、航空の発達による交通量の増大で、空域の有効利用の強化を迫られ、そこでRNAVのシステムが見直されるようになった。
フライトテストを重ねながら当初はVORやDMEで慣性航法装置を補正する方法で、さらにはGPSによる補正も取り入れられるようになった。この機位を特定するために補正するセンサー（VORやDME、衛星など）を指定して行う航法をSBN（英: sensor-based navigation）という。SBNの段階では航法精度がまだどの程度なのか確定されていなかったため、精度を指定せずにRNAVを設定していた。
SBNによる運航を続ける中で航法精度の評価ができてきたことから、次の段階では航法精度を指定したPBN(Performance-Based Navigation) となる。その背景には、衛星航法補強システム/SBAS（英: satellite based augmentation system）人工衛星が多数打ち上げられるなど、GPSの精度が昔とは比べ物にならないほど向上（補正）したこともあげられる。
こうした過程を経て、2007年4月にRNAVのシステムが全面的に見直され、ICAO（国際民間航空機関）において国際基準が決定された。この国際基準はICAO PBN マニュアル (Doc 9613) として配布されている。
日本では、国際基準が設定されたことを受け、JALやANAが2007年9月に本格的に運用することを発表した。
本格運用以前には、1992年6月より評価用の3本のルートから始まり、広域航法の運用評価が行われていた。
さらに、GNSS精度向上のためのGBAS（英: ground-based augmentation system）も開発されており、米国等では一部実用化されている。

## 航法精度
航法精度が指定された経路を運航するには、規定を満たす精度の航法装置を備えた機体が航空当局（日本では国土交通省航空局）の検査によってその認証を受けなければならない。航法精度は、横方向・縦方向の誤差は全飛行時間中少なくとも95%は示された数値の範囲を維持できる性能が求められ、日本では航法精度の数値別に下記の種類のRNAVがある。以下の記述も含めて、航空における「マイル」は「海里」(1マイル＝1852m) が用いられている。
RNP10 (RNAV10)
航法精度は10マイル。主として洋上等において必要とされる。
RNAV5
航法精度は5マイル。主としてエンルートにおいて必要とされる。欧州のB-RNAVも同様である。
RNAV1
航法精度は1マイル。一部はエンルートも含むが、主として飛行場付近の空域のSIDとSTARにおいて必要とされる。米国での旧名称はUS-RNAV Type-B。欧州や一部の国のP-RNAVも同義と考えてよい。
航法精度が指定されないRNAV
RNAVの評価運用時代にはエンルートにおいてRNP4基準で策定されながらも、精度を指定しないRNAV経路が存在した。日本のRNAV経路はすべて精度を指定して再編されている。一部の国ではまだ精度が指定されないRNAV経路がターミナル空域・エンルートの双方に存在する。
米国ではさらにRNAV2（航法精度2マイル、旧名称 US-RNAV Type-A、主にエンルートで使用）も運用されている。日本にRNAV2はないが、後述の「特別な方式による航行」のRNAV許可基準においてRNAV1に対応するものをRNAV1/2として設定しているため、日本のRNAV1を許可された航空機は米国のRNAV2の飛行が可能である。
以上の1マイル以上の航法精度においては必ずしも衛星を利用する必要はない。しかし、計器進入を行うにあたってさらに精度が求められるRNAV/GNSS進入も実用化されている。

### RAIM予測
航法精度が指定されているRNAV、特にRNAV1やRNAV(GNSS)アプローチにおいては、GPSの使用が精度実現のために欠かせない。しかし、GPSは衛星の配置や保守作業、当局の都合などにより必要な精度を保証できなくなる場合がある。このため、航法精度が指定されているRNAVを使用する空域にあっては、要求される精度を満足できない時間が発生するかどうかを予測する必要がある。この作業はRAIM予測と呼ばれる。
RAIM予測の結果、航法精度を満足できない時間帯が発生する見込みがある場合は、その旨NOTAMにて告知される。地域によっては、WWWなどで確認することも出来る。該当する時間帯にあっては、その前後における一定の余裕時間を含め、RNAVは使用できない。

## RNAV経路名
エンルートにおける国際RNAV経路の名は、ICAOが各国と調整して決めており、L,M,N,Pの内の1文字に、1から999までの番号を付した名前が与えられる。国内RNAV経路の名は各国が独自で決められ、Q,T,Y,Zの内の1文字に、1から999までの番号を付した名前が与えられる。

## RNP
RNP（英: required navigation performance）とは、機上の性能監視機能と警報機能を必要とする特別なRNAVである。一般的なRNAVは監視・警報機能がないため、洋上を除きそのバックアップとして航空交通管制用レーダーの覆域下でなければ航行できないのに対し、RNPはレーダー覆域でなくても航行できるのが大きな違いである。
基準としてはエンルート用のRNP4（航法精度4マイル）、ターミナル用のBasic-RNP1（航法精度1マイル）、進入用のRNP APCH（航法精度1マイル）、進入用のRNP AR APCH（航法精度0.3マイルまたは0.3マイル未満）が設定されているが、日本において本格的なRNP航行は2020年7月からILSが地理的制約により設置が難しい松本空港に、また、2022年時点で地方空港をはじめ、徐々に普及しつつある。
RNP AR APCH0.3が東京国際空港等で実験的に2012年より実施されている。
参考に、かつてRNPという言葉は一般のRNAVにおける「航法精度要件」の意味として使われていた時代があった。今でも一部にそういう使われ方をしている文章があるが、現行の国際基準では上記の定義に変更されているため、注意が必要である。

## 日本

### 航空法での扱い
日本の広域航法は航空法上「DME、SBASその他の無線施設からの電波の受信又は慣性航法装置の利用により任意の経路を飛行する方式」と定義され、許容される航法精度が指定された経路又は空域において行わなければならない航法である。
本格的な運用に伴い、広域航法による飛行は「特別な方式による航行」の1つとされた。したがってRNAVを行うには、航空機が必要な性能及び装置を有していること、乗員、整備員、運航管理者が航行に必要な知識及び能力を有していること、実施要領が適切に定められていること、航行の安全を確保するために必要な措置が講じられていることなどについて運航者（つまり航空会社など）が国土交通大臣の許可を受けなければならない。

### 距離
日本のRNAVルートは4-6マイルの幅や地表の障害物からの垂直間隔（最低障害物間隔高度、MOCA、英: minimum obstruction clearance altitude）などが航空局発行の「飛行方式設定基準」で示されている。

## 航空航法用語
エンルート
航空路（英: airway）やジェットルート、直行経路、RNAV、洋上トランジションに飛行場近くでの遷移経路（トランジション）まで含んだ航空機の通過する飛行区間の内でも巡航部分を含むものの総称である。
ボルデメ (VORDME)
VOR と DME を併用する航法援助無線施設の一種である。VOR と TACAN の併用で「VORTAC」と呼ばれることもあるが、同じような役割を果たしている。
遷移点（英: transition point）
出発空港近くのSIDや到着空港STARと、航空路との交差する点であり、航空機は遷移点で空中の仮想的な道である空路を乗り換える。
CPDLC（英: controller pilot data link communications）
コントローラ-パイロット間データリンク通信のことであり、航空交通管制センターと飛行中の航空機とを結ぶ無線通信システムである。
SID（英: standard instrument departure）
IFR（計器飛行方式）における標準計器出発経路（標準計器出発方式）のことであり、飛行場近くにおいて出発時に用いられる経路、高度、制限事項などから構成される航路であり、その方式全体を指す。
STAR（英: standard instrument arrival）、旧称standard terminal arrival route。欧州に倣って2010年より日本でも名称としてICAOの正式用語である standard instrument arrival が用いられ、standard terminal arrival route は旧称となった。ただし米国では現在も後者を正式名称として使用している。
IFR（計器飛行方式）における標準計器到着方式（標準計器到着経路）のことであり、飛行場近くにおいて到着時に用いられる経路、高度、制限事項などから構成される航路であり、その方式全体を指す。
RVSM（英: reduced vertical separation minimum）
短縮垂直間隔とは、安全のために航空路中の飛行高度は29,000フィート以上においては2,000フィート間隔の垂直距離が設定されているが、フライトレベルを正確に保てる機体が増えたことに対応して、41,000フィート以下までは1,000フィート間隔へと設定を半減させたものである。RVSM設定の空域内を飛行するには、独立した2系統の高度測定システム、自動応答装置（トランスポンダー）、高度監視警報システム、自動高度制御システムを装備する必要がある。
LNAV（英: lateral navigation）
FMS（飛行管理装置）を用いて水平移動を行う航法である。
VNAV（英: vartical navigation）
FMSを用いて垂直移動を行う航法である。
VFR（英: visual flight rule）
有視界飛行方式のことであり、パイロットが目視して操縦する飛行方式である。
IFR（英: instrument flight rule）
計器飛行方式のことであり、パイロットが管制官の指示に常時従って操縦する飛行方式である。
VMC（英: visual meteorological condition）
有視界気象状態のことであり、VFRによる飛行では必須条件となる。3000メートル以上の高度で8000メートル以上の飛行視程があり、飛行機から上下300メートル以内と水平方向に1500メートル以内に雲が無い。3000メートル未満の高度で5000メートル以上の飛行視程があり、飛行機から上方150メートル以内、下方300メートル以内と水平方向に600メートル以内に雲が無い。